# Bathycrinus
Bathycrinus is een geslacht van haarsterren uit de familie Bathycrinidae.

## Soorten
- Bathycrinus aldrichianus Thomson, 1876
- Bathycrinus australis A.H. Clark, 1907
- Bathycrinus australocrucis McKnight, 1973
- Bathycrinus carpenterii (Danielssen & Koren, 1877)
- Bathycrinus complanatus A.H. Clark, 1907
- Bathycrinus equatorialis A.H. Clark, 1908
- Bathycrinus gracilis Thomson, 1877
- Bathycrinus mendeleevi Mironov, 2008
- Bathycrinus pacificus A.H. Clark, 1907
- Bathycrinus volubilis Mironov, 2000
- Bathycrinus woodmasoni A.H. Clark, 1909